# Obszarnik
Obszarnik – określenie właściciela ziemskiego, zazwyczaj pejoratywne. Często używane, również w tym znaczeniu, w okresie II Rzeczypospolitej i Polski Ludowej. Największymi obszarnikami w Polsce byli Zamoyscy herbu Jelita.
Nazwa powstała w czasie po reformie systemu administracyjnego Cesarstwa Austrii ustawą z dnia 12 sierpnia 1866 roku. Ustawa ta ustanawiała w miejsce istniejących dominiów – gminy wiejskie (najczęściej jednowioskowe) oraz obszary dworskie. Właśnie permanentny konflikt pomiędzy gminą wiejską a właścicielem folwarku (obszarnikiem) nadał temu ostatniemu owo znaczenie pejoratywne.

## Literatura
- Stanisław Grodziski, Uwagi nad ustrojem gminy wiejskiej w Galicji, w: Studia galicyjskie. Rozprawy i przyczynki do historii ustroju Galicji, Kraków 2007, ISBN 978-83-7188-940-0.
- Józef Grzywna: Zjednoczenie Lewicy Chłopskiej Samopomoc w woj. kieleckim w latach 1928-1931. Warszawa - Kraków: 1984.